# Индевор (кратер)
Индевор (англ. Endeavour) — ударный кратер на Марсе, находится на плато Меридиана по координатам 2°17′ ю. ш. 354°46′ в. д. / 2,28° ю. ш. 354,77° в. д.. Диаметр — примерно 22 км. Исследования орбитального аппарата Mars Reconnaissance Orbiter показали, что в кратере есть выходы на поверхность филлосиликатов — минералов, формировавшихся во влажной кислотосодержащей среде в ранней истории Марса. Эти выходы присутствуют на севере, востоке и юго-западе кратера. Кратер Индевор по форме напоминает кратер Виктория.
По сравнению с окружающими равнинами кратер содержит больше базальта и гематита. Внутри кратера есть две группы дюн. Снимки, полученные орбитальным аппаратом MRO начиная с 2008 года, свидетельствуют о некоторых изменениях в рельефе кратера за прошедшие 2—3 года; причиной этих изменений может быть эрозия почвы марсианским ветром. На окружающих равнинах обнаружен полигидратированный сульфат.
Mars Exploration Rover-B (марсоход «Оппортьюнити») начал путешествие к этому кратеру в августе 2008 года, край кратера был виден уже 7 марта 2009 года, прибытие к нему состоялось 9 августа 2011 года.
В декабре 2011 года «Оппортьюнити» обнаружил гипсовую жилу, торчащую из земли вдоль края кратера Индевор. Исследования подтвердили, что в жиле содержится кальций, сера и вода. Такой состав наиболее характерен для гипса. Скорее всего, эта жила образовалась из богатой минералами воды, которая текла через трещины в скале. Гипсовой жиле дали название «Homestake». Возможно, она образовалась в более щадящих условиях, чем кислотная среда, в которой сформировались ранее обнаруженные ровером отложения сульфата, следовательно, эта среда обитания могла лучше подходить для живых организмов.

## Название
Международный астрономический союз официально назвал этот кратер в честь города в Канаде 20 октября 2008 года. Хотя это слово чаще вызывает другие ассоциации, поскольку такое же название имел корабль HMS Endeavour Британского военно-морского флота, научно-исследовательского судна под командованием лейтенанта Джеймса Кука. Результатом его первого путешествия (с 1768 по 1771 год) стало исследование островов Фиджи, Новой Зеландии и Австралии, а также наблюдение прохождения Венеры по диску Солнца, на основе результатов которого можно было рассчитать расстояние до Солнца. Кроме того, такое же название имел шаттл.

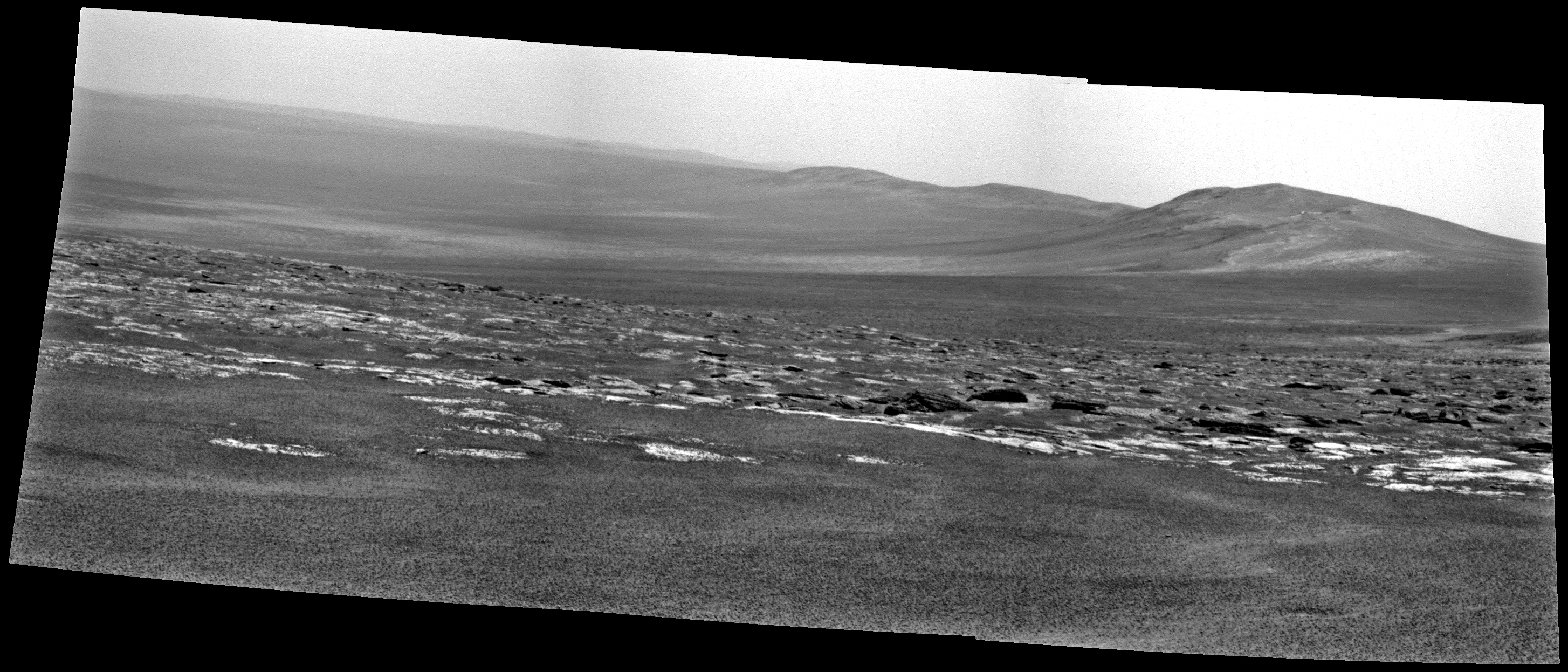
Панорама, снятая «Оппортьюнити» с края кратера

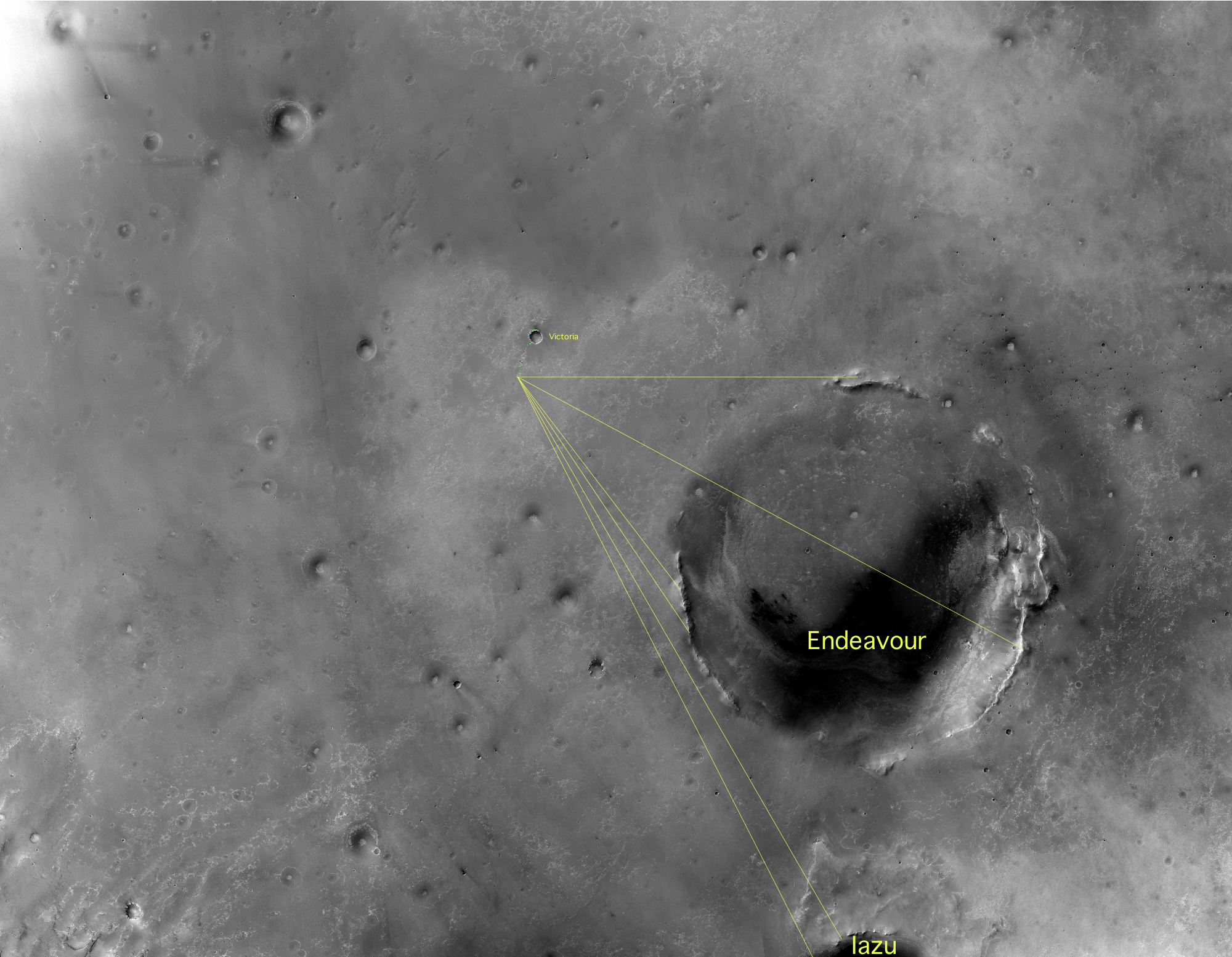
Положение «Оппортьюнити» в мае 2009 года. Показаны 3 кратера: Виктория, Индевор и Iazu

## «Оппортьюнити»
«Оппортьюнити» ехал к этому кратеру с августа 2008 года. Попутно он изучил 750-метровый кратер Виктория, 130-метровый кратер Выносливость и 10-метровый кратер Игл.
7 марта 2009 года (1820 сол) «Оппортьюнити» впервые увидел край кратера Индевор, отъехав при этом на 3,2 километра от кратера Виктория, который он покинул в августе 2008 года. Также он увидел кратер Iazu с диаметром около 7 километров, который находился в 38 километрах от него. В это время «Оппортьюнити» был в 12 километрах от кратера Индевор, но для того, чтобы избежать опасных мест, было решено двигаться не напрямик, а по другому пути, длина которого на 30 % больше. Подсчитали, что на его преодоление роверу понадобится более одного марсианского года (23 месяца). 5 мая 2010 года путь удлинили до 19 км, чтобы избежать опасных дюн между кратером Виктория и кратером Индевор.
8 сентября 2010 года было объявлено, что «Оппортьюнити» проехал половину 19-километрового пути от кратера Виктория до кратера Индевор. По состоянию на 28 июня 2011 года роверу оставалось проехать чуть менее 2 км до края кратера Индевор.
4 августа 2011 года «Оппортьюнити» был в 120 метров от края этого кратера. 9 августа он добрался до его западного края около места под названием Пункт Спирита для изучения обнажений, которые раньше не видели.